# Cantó de Saint-Hilaire-des-Loges
El cantó de Saint-Hilaire-des-Loges és un cantó francès del departament de la Vendée, situat al districte de Fontenay-le-Comte. Té 10 municipis i el cap es Saint-Hilaire-des-Loges.

## Municipis
- Faymoreau
- Foussais-Payré
- Mervent
- Nieul-sur-l'Autise
- Oulmes
- Puy-de-Serre
- Saint-Hilaire-des-Loges
- Saint-Martin-de-Fraigneau
- Saint-Michel-le-Cloucq
- Xanton-Chassenon

## Història
| Data d'elecció                           | Identitat            | Partit                     | Qualitat |
| ---------------------------------------- | -------------------- | -------------------------- | -------- |
| 1951-1970                                | M. Debreuil          | radical                    |          |
| 1970-1982                                | Jacques de Certaines | RI, després Divers droite  |          |
| 1982-2001                                | Louis Moinard        | UDF-CDS                    |          |
| 2001-                                    | François Bon         | Divers droite, desprérs NC |          |
| les dades anteriors no són pas conegudes |                      |                            |          |
|                                          |                      |                            |          |

| A partir de 1990: Població sense dobles comptes |